# مفتحة (إب)

تعديل مصدري - تعديل

مفتحة محلة تابعة لقرية المسوح، التابعة لعزلة بني محرم بمديرية إب إحدى مديريات محافظة إب في الجمهورية اليمنية.، بلغ تعداد سكانها 264 حسب تعداد اليمن لعام 2004.